# 釣りキチ三平の里
釣りキチ三平の里（つりキチさんぺいのさと）とは、秋田県横手市増田町狙半内にあるレクリエーションエリア。体験型の施設で構成されており、スキー、農業、釣り、手打ちそば作りなどを体験することができる。
体験学習館を除く施設は、株式会社 天下森振興公社が指定管理者として管理・運営を行っている。

## 概要
旧平鹿郡増田町が、地域の自然や風土、文化を活用した地域づくりや交流人口の増加による地域経済活性化を図るため、「釣りキチ三平の里整備事業」として事業化されたのが始まりである。釣りキチ三平の里が位置する狙半内（さるはんない）地区は山間地であり、人口流出が進んでおり耕作放棄地の増加や集落の崩壊などが懸念されていた。また、山間地であるがゆえに一家庭あたりの耕作面積が狭く、家計の多くは農業以外の収入によって賄われており、農業・観光レクリエーション施設の整備により、農業振興や雇用機会創出につながるとして整備が進められてきた。
その名の通り、増田町出身の漫画家、矢口高雄の代表作である釣りキチ三平をイメージキャラクターとしている。
| 事業名                           | 内容                                                                     |
| -------------------------------- | ------------------------------------------------------------------------ |
| 地域間交流拠点施設整備事業       | 上畑温泉の整備                                                           |
| 中山間地域農村活性化総合整備事業 | 生活基盤の整備、農村公園の整備、自然散策路の整備、地域食材供給施設の整備 |
| 山村振興等農林業業特別対策事業   | 農林水産生産物加工施設の整備、動物ふれあい牧場の整備                     |
| ふれあいの里整備事業             | 都市農村交流備品の整備                                                   |
| 雪国快適環境総合整備事業         | 流雪溝の整備、天下森スキー場の整備                                       |
| 橋梁整備事業                     | 自然体験型橋梁の整備                                                     |
| 河川親水景観対策整備事業         | 河川改修                                                                 |
| 都市公園整備事業                 |                                                                          |
| 道の駅整備事業                   | 道路、観光案内および特産品直売所の整備                                   |

## 施設
釣りキチ三平の里体験学習館（狙半内地区交流センターを併置）、天下森スキー場、天下森ふれあい農園で構成される。体験学習館は農山村体験や野外活動体験の拠点となる施設で、宿泊可能な設備が整っている。また廃校利活用施設であり、2002年に増田町立増田小学校（現：横手市立増田小学校）に統合されて閉校した増田町立増田東小学校（詳細は後述）の校舎を活用している。

### 天下森スキー場
夏虫沢ヒュッテ（トイレ、食堂、ロッカーを備える休憩施設）、ロープトゥ、全長803mのペアリフトが供用中、コースは「天下森ゲレンデ」と「夏虫沢林間コース」の2本があり、ファミリー向けである。
釣りキチ三平の里整備事業の一環として整備され、1982年（昭和57年）12月に「増田町営天下森スキー場」として開業した。当時のゲレンデ面積は7ha。開業翌年である1983年には鉄骨構造2階建ての「天下森ヒュッテ」が竣工。さらに翌年である1984年にはゲレンデを3ha拡張し、全長586mのTバーリフトを新設。1986年にはさらにゲレンデを2ha拡張し、スロープを200m延長した。
1993年には新たにペアリフトを設置。1995年12月に木構造平屋建ての「夏虫沢ヒュッテ」（スキーセンター）が竣工。駐車場も拡張された。Tバーリフトについては、2001年をもって休止され、後述する再整備計画により廃止・解体予定である。1996年には夏虫沢林間コースを新設した。
かつては横手市内に横手公園スキー場などの他のスキー場もあったが廃止されており、2022年現在で営業している市営のスキー場は天下森スキー場のみとなっている。
開設から20年あまりが経過した2022年（令和2年）には、今後の営業継続のために施設や設備の更新が必要となってきたとし、市は農園や体験学習館を含んだ大規模な再整備計画を打ち出し、2022年度からの5年間で約10億8,000万円を投じることを発表した。天下森スキー場は主に冬場の利用がメインだが、芝生の整備などにより夏場の利用拡大を目指しており、周辺設備と一体的に再整備する方針。
- 夏虫沢ヒュッテ
- 天下森ゲレンデ

### 天下森ふれあい農園
1990年（平成2年）7月に開業した。イワナやニジマスが釣れる釣り堀（イワナのみ掴み取りも可能）や、採った魚を焼ける炭火焼スペース、バーベキューができる屋外卓（7卓）がある。

## 旧・増田町立増田東小学校
釣りキチ三平の里体験学習館が開設される以前は、増田町立増田東小学校（ますだちょうりつ ますだひがししょうがっこう）が存在しており、体験学習館は増田東小学校の校舎を改修して利用している。増田東小学校は学校統合によって1982年に開校し、2002年に増田小学校に統合されて閉校した。

### 略歴
増田東小学校の前身となるのは、1875年6月に開校した「猿半内（さるはんない）学校」である。1883年4月7日に「荻袋安養寺小学校（後の西成瀬小学校）」が開校し、猿半内学校は荻袋安養寺小学校の分校となる。1891年に小栗山字山崎にて校舎を新築。1923年に独立し「小栗山尋常小学校」として発足し、西成瀬尋常高等小学校の上畑分教場が小栗山尋常小学校へ移管された。
1958年、上畑分教場が「上畑小学校」として独立し、校舎を新築。1982年には小栗山小学校と上畑小学校は統合し、「増田東小学校」となった。しかし、2002年4月1日に増田小学校・亀田小学校・西成瀬小学校と統合し、新生「増田小学校」が発足、増田東小学校は閉校した。

## アクセス
自動車
E13 東北中央自動車道 十文字ICから国道13号、国道342号、県道274号経由で約25分。
駐車場 20台（農園）、250台（スキー場）